# Bob Tonelli
Bob Tonelli, nome d'arte di Ariano Tonelli (Bologna, 9 maggio 1929 – Bologna, 22 febbraio 1987), è stato un attore italiano.

## Biografia
È noto per essere stato uno degli attori-simbolo (assieme a Gianni Cavina e Giulio Pizzirani, ed in misura minore Lino Capolicchio e Carlo Delle Piane) del periodo grottesco di Pupi Avati, l'unico regista per il quale, in molte pellicole, ha recitato. Tonelli compare in molti film di culto del cineasta bolognese, tra cui il celebre horror La casa dalle finestre che ridono del 1976.
La figura di Tonelli è facilmente riconoscibile per la ridottissima statura, che lo costrinse ad impersonare prevalentemente figure di nani subdoli (ne sono esempio i ruoli in La casa dalle finestre che ridono e Zeder) o imparentati con l'arcano (Balsamus, l'uomo di Satana, dove interpreta proprio il protagonista del titolo). A questa caratteristica si aggiunse una zoppia che lo faceva camminare col bastone, ma ambedue gli elementi non furono affatto di ostacolo a quello che dichiarava essere "il suo grosso successo con le donne". Fu titolare dell'omonima agenzia di intermediazione immobiliare, ubicata vicino al centro di Bologna. Fumatore, scomparve per un infarto il 22 febbraio 1987.
La sua interpretazione di sé stesso in Thomas e gli indemoniati, seconda e misconosciuta pellicola di Avati, gli valse il premio Stefen quale miglior attore non protagonista al Festival di Locarno del 1970.

## Vita privata
Aveva due figli: Steno Tonelli, costumista e scenografo in molti film diretti da Pupi Avati, e Samantha.

## Filmografia

### Cinema
- 28 minuti per 3 milioni di dollari, regia di Maurizio Pradeaux (1967)
- Thomas e gli indemoniati, regia di Pupi Avati (1970)
- Balsamus, l'uomo di Satana, regia di Pupi Avati (1970)
- La mazurka del barone, della santa e del fico fiorone, regia di Pupi Avati (1975)
- La casa dalle finestre che ridono, regia di Pupi Avati (1976)
- Tutti defunti... tranne i morti, regia di Pupi Avati (1977)
- Aiutami a sognare, regia di Pupi Avati (1981)
- Dancing Paradise, regia di Pupi Avati (1982)
- Zeder, regia di Pupi Avati (1983)
- Una gita scolastica, regia di Pupi Avati (1983)
- Noi tre, regia di Pupi Avati (1984)

### Televisione
- Jazz band, regia di Pupi Avati – miniserie TV (1978)
- Cinema!!!, regia di Pupi Avati – miniserie TV (1979)